# نوردی‌هیدروگوآییرکتیک اسید
نوردی‌هیدروگوآییرتیک اسید (به انگلیسی: Nordihydroguaiaretic acid) یک ترکیب شیمیایی با شناسه پاب‌کم ۴۵۳۴ است. که جرم مولی آن ۳۰۲٫۳۶۵ g/mol می‌باشد. 